# Fotboll vid olympiska sommarspelen
Fotboll har funnits med i varje olympiskt sommarspel utom 1896 och 1932 (för herrar). Damfotbollen gjorde entré 1996.

## Historia
Eftersom den internationella fotbollen endast var i sin barndom år 1896 fanns sporten inte med vid starten av de olympiska spelen 1896. En inofficiell tävling blev det dock, men  det verkar som om endast två matcher spelades. Vid olympiska sommarspelen 1900 och 1904 var sporten en demonstrationssport, men turneringarna räknas dock av IOK som officiella. Ett lag från Storbritannien vann turneringen 1900 och turneringen 1904 vanns av ett lag från Kanada. Vid de inofficiella spelen 1906 tävlade olika lag och klubbar, men dessa tävlingar räknas inte som olympiska. 

### Brittiska framgångar
År 1908 i London anordnades en större tävling av Football Association med sex lag, som blev elva till 1912 (då tävlingen anordnades av Svenska Fotbollförbundet). I de tidiga matcherna gjordes många mål. Sophus Nielsen (1908) och Gottfried Fuchs (1912) gjorde båda tio mål i en match; ett rekord som stod sig i över nittio år. Alla spelarna var amatörer, vilket betyder att vissa länder inte kunde skicka sina riktiga landslag. Storbritannien gick runt detta problem genom att skicka Englands nationsamatörlandslag (där några spelade i professionella klubbar i England). Laget vann de två första finalerna mot Danmark.

### 1920-talet och Uruguays framgångar
Under 1920-talet blev tävlingen allt viktigare. I finalen 1920 gick Tjeckoslovakien från planen för att visa sin protest inför domaren John Lewis och vad de ansåg var det dåliga humöret i Antwerpen. Båda 1924 och 1928 vann Uruguay, varjämte Fifa blev medvetna om att för att den olympiska tävlingen ska vara jämlik så kan endast amatörer tillåtas spela.

### Olympiska spelen efter VM
Med Henri Delauneys förslag 1929 att starta en professionell världsturnering i fotboll (Vid fotbolls-VM i Uruguay 1930) ville Fifa inte att den olympiska turneringen skulle sätta VM i skugga, så därför togs fotbollen bort från OS 1932 i Los Angeles. Sporten återvände dock redan 1936 i Berlin. De tyska arrangörerna var fast beslutna om att få tillbaka sporten för att få vitala inkomster till kassan. Det visade sig bli en stor succé. Tyskland besegrades i en andra omgångsmatch mot Norge, och matchen bevistades av Adolf Hitler.
Vid olympiska sommarspelen 1948 vann Sverige turneringen, men sedan fick det forna Östblocket stora framgångar, inte minst sedan de bästa spelarna fick betalt för att behålla sin status som "amatör". Mellan 1948 och 1980 vanns 23 av 27 medaljer av östeuropeiska länder. Endast Sverige (guld, brons), Danmark (silver) och Japan (brons) bröt dominansen.

### Förändringar och genomförande
Till olympiska sommarspelen 1984 i Los Angeles kände Internationella olympiska kommittén att en förändring var nödvändig för att få tillbaka intresset, och bestämde att professionella spelare skulle tillåtas. Fifa ville fortfarande inte att olympiska spelen skulle rivalisera med VM, men allt löstes med en kompromiss. Lag från Afrika, Asien, Oceanien, Nordamerika, Centralamerika och Västindien tilläts visa sina starkaste professionella sidor. Uefa (Europa) och Conmebol (Sydamerika) fick plocka spelare som inte spelat i någon VM-match. Vissa lag, som Frankrike, tog unga spelare och vann OS-guld 1984. 1984 års regler upprätthölls även för 1988 års upplaga, men med ett ytterligare stycke: de europeiska och sydamerikanska fotbollsspelare som tidigare spelat mindre än 90 minuter i en enda VM -match var berättigade.
Denna idé blev positiv för både Fifa och IOK och sedan 1992 måste spelare vara under 23 år, men tre spelare över 23 är tillåtet per lag. Tävlingen är därför numera ett "Under-23-VM", som kompletterar Fifas egna turneringar för spelare under 20 och under 17. Denna nya tävlingsform medförde att länder från hela världen återigen kunde tävla på mer lika villkor. Afrikanska och asiatiska lag har speciellt dragit nytta av detta: Nigeria och Kamerun vann 1996 respektive 2000.
Detta ovanliga tävlingssystem har gjort att historiskt starka fotbollsnationer inte alltid kunnat komma upp till sina vanliga nivåer. Nederländerna vann brons i de första tre tävlingarna, men har inte lyckats nå huvudturneringen sedan 1952. Uruguay vann turneringen vid de första två turneringarna, men dessa var nationens enda deltagande fram till OS 2012. Före guldet i hemma-OS 2016 var Brasiliens två silvermedaljer från 1980-talet det bästa de lyckats uppnå. Ungern vann tre guldmedaljer: 1952, 1964 och 1968, men de har inte varit i medaljspelen sedan 1996. Argentina har "bara" vunnit fyra OS-medaljer i fotboll, silver 1928 och 1996, och första guldet togs först 2004, det andra 2008. Tyskland (Västtyskland) har aldrig vunnit guld, vilket däremot Östtyskland gjorde 1976.

## Storbritannien
Storbritanniens framgångar gick tillbaka efter 1912, och deras senaste deltagande i huvudturneringen var 1960, även om de deltog i kvalspelet till de kommande årens turneringar. Då engelska Football Association Football Association 1974 beslöt att inte längre skilja på amatörer och proffs, vilket man tidigare gjort, slutade Storbritannien att ställa upp i kvalspelet, där man heller inte deltagit efter 1984 års regeländringar om vilka spelare som får delta. Här finns bland annat politiska skäl, England, Skottland, Wales och Nordirland är alla egna medlemmar av Fifa, men kan tävla som Storbritannien i OS. Att delta med ett brittiskt OS-lag kan göra att det blir "tjat" om att de skall göra likadant i Fifa, och därmed inte längre kan stå för 50% i International Football Association Board (som varje år sätter sig ner för att debattera förändringar inom fotbollsregler). Då London valts att anordna de olympiska sommarspelen 2012 antas det bli press på britterna att spela med ett brittiskt fotbollslandslag på både herr- och damsidan, en idé som Scottish Football Association tagit avstånd från. Ett förslag som kommit är att England, Skottland, Wales och Nordirland spelar en inbördes turnering, där vinnaren får representera Storbritannien i OS under brittisk flagg.[källa behövs]

## Regler
För herrarna gäller att lagen får endast innehålla tre spelare som är över 23 år. Det infördes 1992.

## Arenor
På grund av det stora antalet arenor som krävs för ett så stort mästerskap som de olympiska spelen, används ofta arenor som ligger långt bort från huvudorten, speciellt i de tidiga matcherna. Vid olympiska sommarspelen 1984 i Los Angeles spelades två tidiga matcher 3 200 kilometer från huvudorten.
Här är en lista över alla arenor som använts för den olympiska fotbollen.
| Olympiskt spel      | Ort                                         | Arena                                     |
| ------------------- | ------------------------------------------- | ----------------------------------------- |
| Aten 1896           | Ingen fotbollsturnering                     | Ingen fotbollsturnering                   |
| Paris 1900          | Paris                                       | Vélodrome de Vincennes                    |
| Saint Louis 1904    | Saint Louis, Missouri                       | Francis Field                             |
| London 1908         | London                                      | White City Stadium                        |
| Stockholm 1912      | Stockholm                                   | Stockholms Olympiastadion                 |
| Stockholm 1912      | (Solna)                                     | Råsunda IP                                |
| Stockholm 1912      | (Västerort)                                 | Tranebergs IP                             |
| Antwerpen 1920      | Antwerpen                                   | Olympisch Stadion                         |
| Antwerpen 1920      | Royal Antwerp Football Club Stadium         |                                           |
| Antwerpen 1920      | Bryssel                                     | Stade de l’Union St. Gilloise             |
| Antwerpen 1920      | Gent                                        | Stade d’A.A. La Gantoise                  |
| Paris 1924          | Paris                                       | Stade Olympique, Colombes                 |
| Paris 1924          | Stade Bergeyre                              |                                           |
| Paris 1924          | Stade de Paris, Saint-Ouen                  |                                           |
| Paris 1924          | Stade Pershing, Vincennes                   |                                           |
| Amsterdam 1928      | Amsterdam                                   | Olympisch Stadion                         |
| Amsterdam 1928      | Rotterdam                                   | Het Kasteel                               |
| Amsterdam 1928      | De Kuip                                     |                                           |
| Amsterdam 1928      | Arnhem                                      | Monnikenhuize                             |
| Los Angeles 1932    | Ingen fotbollsturnering                     | Ingen fotbollsturnering                   |
| Berlin 1936         | Berlin                                      | Olympiastadion                            |
| Berlin 1936         | Poststadion, Tiergarten                     |                                           |
| Berlin 1936         | Mommsenstadion, Charlottenburg              |                                           |
| Berlin 1936         | Herta-BSC-Platz                             |                                           |
| London 1948         | London                                      | Empire Stadium (Wembley Stadium)          |
| London 1948         | White Hart Lane, Tottenham                  |                                           |
| London 1948         | Selhurst Park, Crystal Palace               |                                           |
| London 1948         | Craven Cottage, Fulham                      |                                           |
| London 1948         | Griffin Park, Brentford                     |                                           |
| London 1948         | Arsenal Stadium, Highbury                   |                                           |
| London 1948         | Cricklefield Stadium, Ilford                |                                           |
| London 1948         | Green Pond Road Stadium, Walthamstow        |                                           |
| London 1948         | Champion Hill, Dulwich                      |                                           |
| London 1948         | Brighton                                    | Goldstone Ground                          |
| London 1948         | Portsmouth                                  | Fratton Park                              |
| Helsingfors 1952    | Helsingfors                                 | Olympiastadion                            |
| Helsingfors 1952    | Åbo                                         | Kuppis stadion                            |
| Helsingfors 1952    | Tammerfors                                  | Ratina Stadion                            |
| Helsingfors 1952    | Lahtis                                      | Lahtis stadion                            |
| Helsingfors 1952    | Kotka                                       | Kotka stadion                             |
| Melbourne 1956      | Melbourne                                   | Melbourne Cricket Ground                  |
| Melbourne 1956      | Football and Athletics Ground, Olympic Park |                                           |
| Rom 1960            | Rom                                         | Stadio Flaminio                           |
| Rom 1960            | Florens                                     | Stadio Comunale                           |
| Rom 1960            | Grosseto                                    | Stadio Comunale                           |
| Rom 1960            | Livorno                                     | Stadio Ardenza                            |
| Rom 1960            | Pescara                                     | Stadio Adriatico                          |
| Rom 1960            | L'Aquila                                    | Stadio Comunale                           |
| Rom 1960            | Neapel                                      | Stadio Fuorigrotta                        |
| Tokyo 1964          | Tokyo                                       | Olympiastadion                            |
| Tokyo 1964          | Prince Chichibu Memorial Field              |                                           |
| Tokyo 1964          | Komazawa Stadium                            |                                           |
| Tokyo 1964          | Omiya Football Stadium                      |                                           |
| Tokyo 1964          | Yokohama                                    | Mitsuzawa Stadium                         |
| Mexico City 1968    | Mexico City                                 | Aztekastadion                             |
| Mexico City 1968    | Puebla                                      | Estadio Cuauhtémoc                        |
| Mexico City 1968    | Guadalajara                                 | Estadio Jalisco                           |
| Mexico City 1968    | León                                        | Estadio León                              |
| München 1972        | München                                     | Olympiastadion                            |
| München 1972        | Augsburg                                    | Rosenaustadion                            |
| München 1972        | Ingolstadt                                  | ESV-Stadion                               |
| München 1972        | Regensburg                                  | Jahnstadion                               |
| München 1972        | Nürnberg                                    | Frankenstadion                            |
| München 1972        | Passau                                      | Drei Flüsse Stadion                       |
| Montréal 1976       | Montréal                                    | Stade Olympique                           |
| Montréal 1976       | Sherbrooke                                  | Municipal Stadium                         |
| Montréal 1976       | Toronto                                     | Varsity Stadium                           |
| Montréal 1976       | Ottawa                                      | Lansdowne Stadium                         |
| Moskva 1980         | Moskva                                      | Leninstadion                              |
| Moskva 1980         | Dynamostadion                               |                                           |
| Moskva 1980         | Leningrad                                   | Kirovstadion                              |
| Moskva 1980         | Kiev                                        | Republikanska stadion                     |
| Moskva 1980         | Minsk                                       | Dinamostadion                             |
| Los Angeles 1984    | Pasadena, Kalifornien                       | Rose Bowl                                 |
| Los Angeles 1984    | Cambridge, Massachusetts                    | Harvard Stadium                           |
| Los Angeles 1984    | Annapolis, Maryland                         | Navy-Marine Corps Memorial Stadium        |
| Los Angeles 1984    | Palo Alto                                   | Stanford Stadium                          |
| Seoul 1988          | Seoul                                       | Olympic Stadium                           |
| Seoul 1988          | Dongdaemun Stadium                          |                                           |
| Seoul 1988          | Daegu                                       | Daegu Civic Stadium                       |
| Seoul 1988          | Busan                                       | Busan Gudeok Stadium                      |
| Seoul 1988          | Gwangju                                     | Moodeung Stadium                          |
| Seoul 1988          | Daejeon                                     | Daejeon Hanbat Stadium                    |
| Barcelona 1992      | Barcelona                                   | Camp Nou                                  |
| Barcelona 1992      | Estadio Sarriá                              |                                           |
| Barcelona 1992      | Sabadell                                    | Estadi de la Nova Creu Alta               |
| Barcelona 1992      | Zaragoza                                    | Estadio La Romareda                       |
| Barcelona 1992      | Valencia                                    | Mestalla                                  |
| Atlanta 1996        | Athens, Georgia                             | Sanford Stadium                           |
| Atlanta 1996        | Orlando, Florida                            | Citrus Bowl                               |
| Atlanta 1996        | Birmingham, Alabama                         | Legion Field                              |
| Atlanta 1996        | Miami, Florida                              | Miami Orange Bowl                         |
| Atlanta 1996        | Washington, D.C.                            | Robert F. Kennedy Memorial Stadium        |
| Sydney 2000         | Sydney                                      | Olympic Stadium                           |
| Sydney 2000         | Sydney Football Stadium                     |                                           |
| Sydney 2000         | Brisbane                                    | Brisbane Cricket Ground                   |
| Sydney 2000         | Adelaide                                    | Hindmarsh Stadium                         |
| Sydney 2000         | Canberra                                    | Bruce Stadium                             |
| Sydney 2000         | Melbourne                                   | Melbourne Cricket Ground                  |
| Aten 2004           | Aten                                        | Olympic Stadium                           |
| Aten 2004           | Karaiskaki Stadium                          |                                           |
| Aten 2004           | Patras                                      | Pampeloponnisiako Stadium                 |
| Aten 2004           | Volos                                       | Panthessaliko Stadium                     |
| Aten 2004           | Thessaloniki                                | Kaftanzoglio Stadium                      |
| Aten 2004           | Iraklion                                    | Pankritio Stadium                         |
| Peking 2008         | Peking                                      | Pekings Nationalstadion                   |
| Peking 2008         | Olympiska sportcentret                      |                                           |
| Peking 2008         | Arbetarstadion                              |                                           |
| Peking 2008         | Tianjin                                     | Tianjin Olympic Centre Stadium            |
| Peking 2008         | Shanghai                                    | Shanghai Stadium                          |
| Peking 2008         | Qinhuangdao                                 | Qinhuangdao Olympic Sports Centre Stadium |
| Peking 2008         | Shenyang                                    | Wulihe Stadium                            |
| London 2012         | London                                      | Wembley Stadium                           |
| London 2012         | Glasgow                                     | Hampden Park                              |
| London 2012         | Cardiff                                     | Millennium Stadium                        |
| London 2012         | Coventry                                    | City of Coventry Stadium                  |
| London 2012         | Manchester                                  | Old Trafford                              |
| London 2012         | Newcastle upon Tyne                         | St James' Park                            |
| Rio de Janeiro 2016 | Rio de Janeiro                              | Maracanã                                  |
| Rio de Janeiro 2016 | São Paulo                                   | Morumbi                                   |
| Rio de Janeiro 2016 | Brasília                                    | Estádio Nacional de Brasília              |
| Rio de Janeiro 2016 | Salvador                                    | Arena Fonte Nova                          |
| Rio de Janeiro 2016 | Belo Horizonte                              | Mineirão                                  |
| Tokyo 2020          | Tokyo                                       | Ajinomoto Stadium                         |
| Tokyo 2020          | Saitama                                     | Saitama Stadium                           |
| Tokyo 2020          | Kashima                                     | Kashima Soccer Stadium                    |
| Tokyo 2020          | Yokohama                                    | Nissan Stadium                            |
| Tokyo 2020          | Rifu                                        | Miyagi Stadium                            |
| Tokyo 2020          | Sapporo                                     | Sapporo Dome                              |
| Paris 2024          | Paris                                       | Parc des Princes                          |
| Paris 2024          | Marseille                                   | Stade de Marseille                        |
| Paris 2024          | Lyon                                        | Stade de Lyon                             |
| Paris 2024          | Bordeaux                                    | Stade de Bordeaux                         |
| Paris 2024          | Saint-Étienne                               | Stade Geoffroy-Guichard                   |
| Paris 2024          | Nice                                        | Stade de Nice                             |
| Paris 2024          | Nantes                                      | Stade de la Beaujoire                     |

## Översikt
| Spel   | 96 | 00 | 04 | 08 | 12 | 20 | 24 | 28 | 32 | 36 | 48 | 52 | 56 | 60 | 64 | 68 | 72 | 76 | 80 | 84 | 88 | 92 | 96 | 00 | 04 | 08 | 12 | 16 | 20 | 24 |
| ------ | -- | -- | -- | -- | -- | -- | -- | -- | -- | -- | -- | -- | -- | -- | -- | -- | -- | -- | -- | -- | -- | -- | -- | -- | -- | -- | -- | -- | -- | -- |
| Herrar |    | X  | X  | X  | X  | X  | X  | X  |    | X  | X  | X  | X  | X  | X  | X  | X  | X  | X  | X  | X  | X  | X  | X  | X  | X  | X  | X  | X  | X  |
| Damer  |    |    |    |    |    |    |    |    |    |    |    |    |    |    |    |    |    |    |    |    |    |    | X  | X  | X  | X  | X  | X  | X  | X  |

## Deltagande nationer

### Herrar
Notera: De nummer som finns refererar till antalet lag från varje land. De första mästerskapen var det vanligt med mer än ett lag.
| Lista över deltagande nationer i fotboll för herrlandslag vid olympiska spelen ( ) | Lista över deltagande nationer i fotboll för herrlandslag vid olympiska spelen ( ) | Lista över deltagande nationer i fotboll för herrlandslag vid olympiska spelen ( ) | Lista över deltagande nationer i fotboll för herrlandslag vid olympiska spelen ( ) | Lista över deltagande nationer i fotboll för herrlandslag vid olympiska spelen ( ) | Lista över deltagande nationer i fotboll för herrlandslag vid olympiska spelen ( ) | Lista över deltagande nationer i fotboll för herrlandslag vid olympiska spelen ( ) | Lista över deltagande nationer i fotboll för herrlandslag vid olympiska spelen ( ) | Lista över deltagande nationer i fotboll för herrlandslag vid olympiska spelen ( ) | Lista över deltagande nationer i fotboll för herrlandslag vid olympiska spelen ( ) | Lista över deltagande nationer i fotboll för herrlandslag vid olympiska spelen ( ) | Lista över deltagande nationer i fotboll för herrlandslag vid olympiska spelen ( ) | Lista över deltagande nationer i fotboll för herrlandslag vid olympiska spelen ( ) | Lista över deltagande nationer i fotboll för herrlandslag vid olympiska spelen ( ) | Lista över deltagande nationer i fotboll för herrlandslag vid olympiska spelen ( ) | Lista över deltagande nationer i fotboll för herrlandslag vid olympiska spelen ( ) | Lista över deltagande nationer i fotboll för herrlandslag vid olympiska spelen ( ) | Lista över deltagande nationer i fotboll för herrlandslag vid olympiska spelen ( ) | Lista över deltagande nationer i fotboll för herrlandslag vid olympiska spelen ( ) | Lista över deltagande nationer i fotboll för herrlandslag vid olympiska spelen ( ) | Lista över deltagande nationer i fotboll för herrlandslag vid olympiska spelen ( ) | Lista över deltagande nationer i fotboll för herrlandslag vid olympiska spelen ( ) | Lista över deltagande nationer i fotboll för herrlandslag vid olympiska spelen ( ) | Lista över deltagande nationer i fotboll för herrlandslag vid olympiska spelen ( ) | Lista över deltagande nationer i fotboll för herrlandslag vid olympiska spelen ( ) | Lista över deltagande nationer i fotboll för herrlandslag vid olympiska spelen ( ) | Lista över deltagande nationer i fotboll för herrlandslag vid olympiska spelen ( ) | Lista över deltagande nationer i fotboll för herrlandslag vid olympiska spelen ( ) | Lista över deltagande nationer i fotboll för herrlandslag vid olympiska spelen ( ) | Lista över deltagande nationer i fotboll för herrlandslag vid olympiska spelen ( ) |
| Deltagande lag / Spel                                                              | Nr.                                                                                | 00                                                                                 | 04                                                                                 | 08                                                                                 | 12                                                                                 | 20                                                                                 | 24                                                                                 | 28                                                                                 | 36                                                                                 | 48                                                                                 | 52                                                                                 | 56                                                                                 | 60                                                                                 | 64                                                                                 | 68                                                                                 | 72                                                                                 | 76                                                                                 | 80                                                                                 | 84                                                                                 | 88                                                                                 | 92                                                                                 | 96                                                                                 | 00                                                                                 | 04                                                                                 | 08                                                                                 | 12                                                                                 | 16                                                                                 | 20                                                                                 | 24                                                                                 |
| ---------------------------------------------------------------------------------- | ---------------------------------------------------------------------------------- | ---------------------------------------------------------------------------------- | ---------------------------------------------------------------------------------- | ---------------------------------------------------------------------------------- | ---------------------------------------------------------------------------------- | ---------------------------------------------------------------------------------- | ---------------------------------------------------------------------------------- | ---------------------------------------------------------------------------------- | ---------------------------------------------------------------------------------- | ---------------------------------------------------------------------------------- | ---------------------------------------------------------------------------------- | ---------------------------------------------------------------------------------- | ---------------------------------------------------------------------------------- | ---------------------------------------------------------------------------------- | ---------------------------------------------------------------------------------- | ---------------------------------------------------------------------------------- | ---------------------------------------------------------------------------------- | ---------------------------------------------------------------------------------- | ---------------------------------------------------------------------------------- | ---------------------------------------------------------------------------------- | ---------------------------------------------------------------------------------- | ---------------------------------------------------------------------------------- | ---------------------------------------------------------------------------------- | ---------------------------------------------------------------------------------- | ---------------------------------------------------------------------------------- | ---------------------------------------------------------------------------------- | ---------------------------------------------------------------------------------- | ---------------------------------------------------------------------------------- | ---------------------------------------------------------------------------------- |
| Afghanistan                                                                        | 1                                                                                  |                                                                                    |                                                                                    |                                                                                    |                                                                                    |                                                                                    |                                                                                    |                                                                                    |                                                                                    | X                                                                                  |                                                                                    |                                                                                    |                                                                                    |                                                                                    |                                                                                    |                                                                                    |                                                                                    |                                                                                    |                                                                                    |                                                                                    |                                                                                    |                                                                                    |                                                                                    |                                                                                    |                                                                                    |                                                                                    |                                                                                    |                                                                                    |                                                                                    |
| Algeriet                                                                           | 2                                                                                  |                                                                                    |                                                                                    |                                                                                    |                                                                                    |                                                                                    |                                                                                    |                                                                                    |                                                                                    |                                                                                    |                                                                                    |                                                                                    |                                                                                    |                                                                                    |                                                                                    |                                                                                    |                                                                                    | X                                                                                  |                                                                                    |                                                                                    |                                                                                    |                                                                                    |                                                                                    |                                                                                    |                                                                                    |                                                                                    | X                                                                                  |                                                                                    |                                                                                    |
| Argentina                                                                          | 10                                                                                 |                                                                                    |                                                                                    |                                                                                    |                                                                                    |                                                                                    |                                                                                    | X                                                                                  |                                                                                    |                                                                                    |                                                                                    |                                                                                    | X                                                                                  | X                                                                                  |                                                                                    |                                                                                    |                                                                                    |                                                                                    |                                                                                    | X                                                                                  |                                                                                    | X                                                                                  |                                                                                    | X                                                                                  | X                                                                                  |                                                                                    | X                                                                                  | X                                                                                  | Q                                                                                  |
| Australien                                                                         | 8                                                                                  |                                                                                    |                                                                                    |                                                                                    |                                                                                    |                                                                                    |                                                                                    |                                                                                    |                                                                                    |                                                                                    |                                                                                    | X                                                                                  |                                                                                    |                                                                                    |                                                                                    |                                                                                    |                                                                                    |                                                                                    |                                                                                    | X                                                                                  | X                                                                                  | X                                                                                  | X                                                                                  | X                                                                                  | X                                                                                  |                                                                                    |                                                                                    | X                                                                                  |                                                                                    |
| Belgien                                                                            | 5                                                                                  | X                                                                                  |                                                                                    |                                                                                    |                                                                                    | X                                                                                  | X                                                                                  | X                                                                                  |                                                                                    |                                                                                    |                                                                                    |                                                                                    |                                                                                    |                                                                                    |                                                                                    |                                                                                    |                                                                                    |                                                                                    |                                                                                    |                                                                                    |                                                                                    |                                                                                    |                                                                                    |                                                                                    | X                                                                                  |                                                                                    |                                                                                    |                                                                                    |                                                                                    |
| Brasilien                                                                          | 14                                                                                 |                                                                                    |                                                                                    |                                                                                    |                                                                                    |                                                                                    |                                                                                    |                                                                                    |                                                                                    |                                                                                    | X                                                                                  |                                                                                    | X                                                                                  | X                                                                                  | X                                                                                  | X                                                                                  | X                                                                                  |                                                                                    | X                                                                                  | X                                                                                  |                                                                                    | X                                                                                  | X                                                                                  |                                                                                    | X                                                                                  | X                                                                                  | X                                                                                  | X                                                                                  |                                                                                    |
| Burkina Faso                                                                       | 4                                                                                  |                                                                                    |                                                                                    |                                                                                    |                                                                                    |                                                                                    |                                                                                    |                                                                                    |                                                                                    |                                                                                    | X                                                                                  | X                                                                                  | X                                                                                  |                                                                                    | X                                                                                  |                                                                                    |                                                                                    |                                                                                    |                                                                                    |                                                                                    |                                                                                    |                                                                                    |                                                                                    |                                                                                    |                                                                                    |                                                                                    |                                                                                    |                                                                                    |                                                                                    |
| Chile                                                                              | 4                                                                                  |                                                                                    |                                                                                    |                                                                                    |                                                                                    |                                                                                    |                                                                                    | X                                                                                  |                                                                                    |                                                                                    | X                                                                                  |                                                                                    |                                                                                    |                                                                                    |                                                                                    |                                                                                    |                                                                                    |                                                                                    | X                                                                                  |                                                                                    |                                                                                    |                                                                                    | X                                                                                  |                                                                                    |                                                                                    |                                                                                    |                                                                                    |                                                                                    |                                                                                    |
| Colombia                                                                           | 5                                                                                  |                                                                                    |                                                                                    |                                                                                    |                                                                                    |                                                                                    |                                                                                    |                                                                                    |                                                                                    |                                                                                    |                                                                                    |                                                                                    |                                                                                    |                                                                                    | X                                                                                  | X                                                                                  |                                                                                    | X                                                                                  |                                                                                    |                                                                                    | X                                                                                  |                                                                                    |                                                                                    |                                                                                    |                                                                                    |                                                                                    | X                                                                                  |                                                                                    |                                                                                    |
| Costa Rica                                                                         | 3                                                                                  |                                                                                    |                                                                                    |                                                                                    |                                                                                    |                                                                                    |                                                                                    |                                                                                    |                                                                                    |                                                                                    |                                                                                    |                                                                                    |                                                                                    |                                                                                    |                                                                                    |                                                                                    |                                                                                    | X                                                                                  | X                                                                                  |                                                                                    |                                                                                    |                                                                                    |                                                                                    | X                                                                                  |                                                                                    |                                                                                    |                                                                                    |                                                                                    |                                                                                    |
| Danmark                                                                            | 9                                                                                  |                                                                                    |                                                                                    | X                                                                                  | X                                                                                  | X                                                                                  |                                                                                    |                                                                                    |                                                                                    | X                                                                                  | X                                                                                  |                                                                                    | X                                                                                  |                                                                                    |                                                                                    | X                                                                                  |                                                                                    |                                                                                    |                                                                                    |                                                                                    | X                                                                                  |                                                                                    |                                                                                    |                                                                                    |                                                                                    |                                                                                    | X                                                                                  |                                                                                    |                                                                                    |
| Dominikanska republiken                                                            | 1                                                                                  |                                                                                    |                                                                                    |                                                                                    |                                                                                    |                                                                                    |                                                                                    |                                                                                    |                                                                                    |                                                                                    |                                                                                    |                                                                                    |                                                                                    |                                                                                    |                                                                                    |                                                                                    |                                                                                    |                                                                                    |                                                                                    |                                                                                    |                                                                                    |                                                                                    |                                                                                    |                                                                                    |                                                                                    |                                                                                    |                                                                                    |                                                                                    | Q                                                                                  |
| Egypten                                                                            | 13                                                                                 |                                                                                    |                                                                                    |                                                                                    |                                                                                    | X                                                                                  | X                                                                                  | X                                                                                  | X                                                                                  | X                                                                                  | X                                                                                  |                                                                                    | X                                                                                  | X                                                                                  |                                                                                    |                                                                                    |                                                                                    |                                                                                    | X                                                                                  |                                                                                    | X                                                                                  |                                                                                    |                                                                                    |                                                                                    |                                                                                    | X                                                                                  |                                                                                    | X                                                                                  | Q                                                                                  |
| Elfenbenskusten                                                                    | 2                                                                                  |                                                                                    |                                                                                    |                                                                                    |                                                                                    |                                                                                    |                                                                                    |                                                                                    |                                                                                    |                                                                                    |                                                                                    |                                                                                    |                                                                                    |                                                                                    |                                                                                    |                                                                                    |                                                                                    |                                                                                    |                                                                                    |                                                                                    |                                                                                    |                                                                                    |                                                                                    |                                                                                    | X                                                                                  |                                                                                    |                                                                                    | X                                                                                  |                                                                                    |
| El Salvador                                                                        | 1                                                                                  |                                                                                    |                                                                                    |                                                                                    |                                                                                    |                                                                                    |                                                                                    |                                                                                    |                                                                                    |                                                                                    |                                                                                    |                                                                                    |                                                                                    |                                                                                    | X                                                                                  |                                                                                    |                                                                                    |                                                                                    |                                                                                    |                                                                                    |                                                                                    |                                                                                    |                                                                                    |                                                                                    |                                                                                    |                                                                                    |                                                                                    |                                                                                    |                                                                                    |
| Fiji                                                                               | 1                                                                                  |                                                                                    |                                                                                    |                                                                                    |                                                                                    |                                                                                    |                                                                                    |                                                                                    |                                                                                    |                                                                                    |                                                                                    |                                                                                    |                                                                                    |                                                                                    |                                                                                    |                                                                                    |                                                                                    |                                                                                    |                                                                                    |                                                                                    |                                                                                    |                                                                                    |                                                                                    |                                                                                    |                                                                                    |                                                                                    | X                                                                                  |                                                                                    |                                                                                    |
| Finland                                                                            | 4                                                                                  |                                                                                    |                                                                                    |                                                                                    | X                                                                                  |                                                                                    |                                                                                    |                                                                                    | X                                                                                  |                                                                                    | X                                                                                  |                                                                                    |                                                                                    |                                                                                    |                                                                                    |                                                                                    |                                                                                    | X                                                                                  |                                                                                    |                                                                                    |                                                                                    |                                                                                    |                                                                                    |                                                                                    |                                                                                    |                                                                                    |                                                                                    |                                                                                    |                                                                                    |
| Frankrike                                                                          | 13                                                                                 | X                                                                                  |                                                                                    | X                                                                                  |                                                                                    | X                                                                                  | X                                                                                  |                                                                                    |                                                                                    | X                                                                                  | X                                                                                  |                                                                                    | X                                                                                  |                                                                                    | X                                                                                  |                                                                                    | X                                                                                  |                                                                                    | X                                                                                  |                                                                                    |                                                                                    | X                                                                                  |                                                                                    |                                                                                    |                                                                                    |                                                                                    |                                                                                    | X                                                                                  | Q                                                                                  |
| Förenade Arabemiraten                                                              | 1                                                                                  |                                                                                    |                                                                                    |                                                                                    |                                                                                    |                                                                                    |                                                                                    |                                                                                    |                                                                                    |                                                                                    |                                                                                    |                                                                                    |                                                                                    |                                                                                    |                                                                                    |                                                                                    |                                                                                    |                                                                                    |                                                                                    |                                                                                    |                                                                                    |                                                                                    |                                                                                    |                                                                                    |                                                                                    | X                                                                                  |                                                                                    |                                                                                    |                                                                                    |
| Gabon                                                                              | 1                                                                                  |                                                                                    |                                                                                    |                                                                                    |                                                                                    |                                                                                    |                                                                                    |                                                                                    |                                                                                    |                                                                                    |                                                                                    |                                                                                    |                                                                                    |                                                                                    |                                                                                    |                                                                                    |                                                                                    |                                                                                    |                                                                                    |                                                                                    |                                                                                    |                                                                                    |                                                                                    |                                                                                    |                                                                                    | X                                                                                  |                                                                                    |                                                                                    |                                                                                    |
| Ghana                                                                              | 6                                                                                  |                                                                                    |                                                                                    |                                                                                    |                                                                                    |                                                                                    |                                                                                    |                                                                                    |                                                                                    |                                                                                    |                                                                                    |                                                                                    |                                                                                    | X                                                                                  | X                                                                                  | X                                                                                  |                                                                                    |                                                                                    |                                                                                    |                                                                                    | X                                                                                  | X                                                                                  |                                                                                    | X                                                                                  |                                                                                    |                                                                                    |                                                                                    |                                                                                    |                                                                                    |
| Grekland                                                                           | 4                                                                                  |                                                                                    |                                                                                    |                                                                                    |                                                                                    | X                                                                                  |                                                                                    |                                                                                    |                                                                                    |                                                                                    | X                                                                                  |                                                                                    |                                                                                    |                                                                                    |                                                                                    |                                                                                    |                                                                                    |                                                                                    |                                                                                    |                                                                                    |                                                                                    |                                                                                    |                                                                                    | X                                                                                  | X                                                                                  |                                                                                    |                                                                                    |                                                                                    |                                                                                    |
| Guatemala                                                                          | 3                                                                                  |                                                                                    |                                                                                    |                                                                                    |                                                                                    |                                                                                    |                                                                                    |                                                                                    |                                                                                    |                                                                                    |                                                                                    |                                                                                    |                                                                                    |                                                                                    | X                                                                                  |                                                                                    | X                                                                                  |                                                                                    |                                                                                    | X                                                                                  |                                                                                    |                                                                                    |                                                                                    |                                                                                    |                                                                                    |                                                                                    |                                                                                    |                                                                                    |                                                                                    |
| Guinea                                                                             | 1                                                                                  |                                                                                    |                                                                                    |                                                                                    |                                                                                    |                                                                                    |                                                                                    |                                                                                    |                                                                                    |                                                                                    |                                                                                    |                                                                                    |                                                                                    |                                                                                    | X                                                                                  |                                                                                    |                                                                                    |                                                                                    |                                                                                    |                                                                                    |                                                                                    |                                                                                    |                                                                                    |                                                                                    |                                                                                    |                                                                                    |                                                                                    |                                                                                    |                                                                                    |
| Honduras                                                                           | 5                                                                                  |                                                                                    |                                                                                    |                                                                                    |                                                                                    |                                                                                    |                                                                                    |                                                                                    |                                                                                    |                                                                                    |                                                                                    |                                                                                    |                                                                                    |                                                                                    |                                                                                    |                                                                                    |                                                                                    |                                                                                    |                                                                                    |                                                                                    |                                                                                    |                                                                                    | X                                                                                  |                                                                                    | X                                                                                  | X                                                                                  | X                                                                                  | X                                                                                  |                                                                                    |
| Indien                                                                             | 4                                                                                  |                                                                                    |                                                                                    |                                                                                    |                                                                                    |                                                                                    |                                                                                    |                                                                                    |                                                                                    | X                                                                                  | X                                                                                  | X                                                                                  | X                                                                                  |                                                                                    |                                                                                    |                                                                                    |                                                                                    |                                                                                    |                                                                                    |                                                                                    |                                                                                    |                                                                                    |                                                                                    |                                                                                    |                                                                                    |                                                                                    |                                                                                    |                                                                                    |                                                                                    |
| Indonesien                                                                         | 1                                                                                  |                                                                                    |                                                                                    |                                                                                    |                                                                                    |                                                                                    |                                                                                    |                                                                                    |                                                                                    |                                                                                    |                                                                                    | X                                                                                  |                                                                                    |                                                                                    |                                                                                    |                                                                                    |                                                                                    |                                                                                    |                                                                                    |                                                                                    |                                                                                    |                                                                                    |                                                                                    |                                                                                    |                                                                                    |                                                                                    |                                                                                    |                                                                                    |                                                                                    |
| Iran                                                                               | 3                                                                                  |                                                                                    |                                                                                    |                                                                                    |                                                                                    |                                                                                    |                                                                                    |                                                                                    |                                                                                    |                                                                                    |                                                                                    |                                                                                    |                                                                                    | X                                                                                  |                                                                                    | X                                                                                  | X                                                                                  |                                                                                    |                                                                                    |                                                                                    |                                                                                    |                                                                                    |                                                                                    |                                                                                    |                                                                                    |                                                                                    |                                                                                    |                                                                                    |                                                                                    |
| Irak                                                                               | 5                                                                                  |                                                                                    |                                                                                    |                                                                                    |                                                                                    |                                                                                    |                                                                                    |                                                                                    |                                                                                    |                                                                                    |                                                                                    |                                                                                    |                                                                                    |                                                                                    |                                                                                    |                                                                                    |                                                                                    | X                                                                                  | X                                                                                  | X                                                                                  |                                                                                    |                                                                                    |                                                                                    | X                                                                                  |                                                                                    |                                                                                    | X                                                                                  |                                                                                    |                                                                                    |
| Irland                                                                             | 1                                                                                  |                                                                                    |                                                                                    |                                                                                    |                                                                                    |                                                                                    |                                                                                    |                                                                                    |                                                                                    | X                                                                                  |                                                                                    |                                                                                    |                                                                                    |                                                                                    |                                                                                    |                                                                                    |                                                                                    |                                                                                    |                                                                                    |                                                                                    |                                                                                    |                                                                                    |                                                                                    |                                                                                    |                                                                                    |                                                                                    |                                                                                    |                                                                                    |                                                                                    |
| Israel                                                                             | 3                                                                                  |                                                                                    |                                                                                    |                                                                                    |                                                                                    |                                                                                    |                                                                                    |                                                                                    |                                                                                    |                                                                                    |                                                                                    |                                                                                    |                                                                                    |                                                                                    | X                                                                                  |                                                                                    | X                                                                                  |                                                                                    |                                                                                    |                                                                                    |                                                                                    |                                                                                    |                                                                                    |                                                                                    |                                                                                    |                                                                                    |                                                                                    |                                                                                    | Q                                                                                  |
| Italien                                                                            | 14                                                                                 |                                                                                    |                                                                                    |                                                                                    | X                                                                                  | X                                                                                  | X                                                                                  | X                                                                                  | X                                                                                  | X                                                                                  | X                                                                                  |                                                                                    | X                                                                                  |                                                                                    |                                                                                    |                                                                                    |                                                                                    |                                                                                    | X                                                                                  | X                                                                                  | X                                                                                  | X                                                                                  |                                                                                    | X                                                                                  | X                                                                                  | X                                                                                  |                                                                                    |                                                                                    |                                                                                    |
| Japan                                                                              | 11                                                                                 |                                                                                    |                                                                                    |                                                                                    |                                                                                    |                                                                                    |                                                                                    |                                                                                    | X                                                                                  |                                                                                    |                                                                                    | X                                                                                  |                                                                                    | X                                                                                  | X                                                                                  |                                                                                    |                                                                                    |                                                                                    |                                                                                    |                                                                                    |                                                                                    | X                                                                                  | X                                                                                  | X                                                                                  | X                                                                                  | X                                                                                  | X                                                                                  | X                                                                                  |                                                                                    |
| Kamerun                                                                            | 3                                                                                  |                                                                                    |                                                                                    |                                                                                    |                                                                                    |                                                                                    |                                                                                    |                                                                                    |                                                                                    |                                                                                    |                                                                                    |                                                                                    |                                                                                    |                                                                                    |                                                                                    |                                                                                    |                                                                                    |                                                                                    | X                                                                                  |                                                                                    |                                                                                    |                                                                                    | X                                                                                  |                                                                                    | X                                                                                  |                                                                                    |                                                                                    |                                                                                    |                                                                                    |
| Kanada                                                                             | 3                                                                                  |                                                                                    | X                                                                                  |                                                                                    |                                                                                    |                                                                                    |                                                                                    |                                                                                    |                                                                                    |                                                                                    |                                                                                    |                                                                                    |                                                                                    |                                                                                    |                                                                                    |                                                                                    | X                                                                                  |                                                                                    | X                                                                                  |                                                                                    |                                                                                    |                                                                                    |                                                                                    |                                                                                    |                                                                                    |                                                                                    |                                                                                    |                                                                                    |                                                                                    |
| Kina                                                                               | 4                                                                                  |                                                                                    |                                                                                    |                                                                                    |                                                                                    |                                                                                    |                                                                                    |                                                                                    | X                                                                                  | X                                                                                  |                                                                                    |                                                                                    |                                                                                    |                                                                                    |                                                                                    |                                                                                    |                                                                                    |                                                                                    |                                                                                    | X                                                                                  |                                                                                    |                                                                                    |                                                                                    |                                                                                    |                                                                                    |                                                                                    |                                                                                    |                                                                                    |                                                                                    |
| Kinesiska Taipei                                                                   | 1                                                                                  |                                                                                    |                                                                                    |                                                                                    |                                                                                    |                                                                                    |                                                                                    |                                                                                    |                                                                                    |                                                                                    |                                                                                    |                                                                                    | X                                                                                  |                                                                                    |                                                                                    |                                                                                    |                                                                                    |                                                                                    |                                                                                    |                                                                                    |                                                                                    |                                                                                    |                                                                                    |                                                                                    |                                                                                    |                                                                                    |                                                                                    |                                                                                    |                                                                                    |
| Kuba                                                                               | 3                                                                                  |                                                                                    |                                                                                    |                                                                                    |                                                                                    |                                                                                    |                                                                                    |                                                                                    |                                                                                    |                                                                                    |                                                                                    |                                                                                    |                                                                                    |                                                                                    |                                                                                    |                                                                                    | X                                                                                  | X                                                                                  |                                                                                    |                                                                                    |                                                                                    |                                                                                    |                                                                                    |                                                                                    |                                                                                    |                                                                                    |                                                                                    |                                                                                    |                                                                                    |
| Kuwait                                                                             | 3                                                                                  |                                                                                    |                                                                                    |                                                                                    |                                                                                    |                                                                                    |                                                                                    |                                                                                    |                                                                                    |                                                                                    |                                                                                    |                                                                                    |                                                                                    |                                                                                    |                                                                                    |                                                                                    |                                                                                    | X                                                                                  |                                                                                    |                                                                                    | X                                                                                  |                                                                                    | X                                                                                  |                                                                                    |                                                                                    |                                                                                    |                                                                                    |                                                                                    |                                                                                    |
| Litauen                                                                            | 1                                                                                  |                                                                                    |                                                                                    |                                                                                    |                                                                                    |                                                                                    | X                                                                                  |                                                                                    |                                                                                    |                                                                                    |                                                                                    |                                                                                    |                                                                                    |                                                                                    |                                                                                    |                                                                                    |                                                                                    |                                                                                    |                                                                                    |                                                                                    |                                                                                    |                                                                                    |                                                                                    |                                                                                    |                                                                                    |                                                                                    |                                                                                    |                                                                                    |                                                                                    |
| Luxemburg                                                                          | 5                                                                                  |                                                                                    |                                                                                    |                                                                                    |                                                                                    | X                                                                                  |                                                                                    | X                                                                                  | X                                                                                  | X                                                                                  | X                                                                                  |                                                                                    |                                                                                    |                                                                                    |                                                                                    |                                                                                    |                                                                                    |                                                                                    |                                                                                    |                                                                                    |                                                                                    |                                                                                    |                                                                                    |                                                                                    |                                                                                    |                                                                                    |                                                                                    |                                                                                    |                                                                                    |
| Malaysia                                                                           | 1                                                                                  |                                                                                    |                                                                                    |                                                                                    |                                                                                    |                                                                                    |                                                                                    |                                                                                    |                                                                                    |                                                                                    |                                                                                    |                                                                                    |                                                                                    |                                                                                    |                                                                                    | X                                                                                  |                                                                                    |                                                                                    |                                                                                    |                                                                                    |                                                                                    |                                                                                    |                                                                                    |                                                                                    |                                                                                    |                                                                                    |                                                                                    |                                                                                    |                                                                                    |
| Mali                                                                               | 2                                                                                  |                                                                                    |                                                                                    |                                                                                    |                                                                                    |                                                                                    |                                                                                    |                                                                                    |                                                                                    |                                                                                    |                                                                                    |                                                                                    |                                                                                    |                                                                                    |                                                                                    |                                                                                    |                                                                                    |                                                                                    |                                                                                    |                                                                                    |                                                                                    |                                                                                    |                                                                                    | X                                                                                  |                                                                                    |                                                                                    |                                                                                    |                                                                                    | Q                                                                                  |
| Marocko                                                                            | 8                                                                                  |                                                                                    |                                                                                    |                                                                                    |                                                                                    |                                                                                    |                                                                                    |                                                                                    |                                                                                    |                                                                                    |                                                                                    |                                                                                    |                                                                                    | X                                                                                  |                                                                                    | X                                                                                  |                                                                                    |                                                                                    | X                                                                                  |                                                                                    | X                                                                                  |                                                                                    | X                                                                                  | X                                                                                  |                                                                                    | X                                                                                  |                                                                                    |                                                                                    | Q                                                                                  |
| Mexiko                                                                             | 10                                                                                 |                                                                                    |                                                                                    |                                                                                    |                                                                                    |                                                                                    |                                                                                    |                                                                                    |                                                                                    | X                                                                                  |                                                                                    |                                                                                    |                                                                                    | X                                                                                  | X                                                                                  | X                                                                                  | X                                                                                  |                                                                                    |                                                                                    |                                                                                    | X                                                                                  | X                                                                                  |                                                                                    | X                                                                                  |                                                                                    | X                                                                                  | X                                                                                  | X                                                                                  |                                                                                    |
| Myanmar                                                                            | 1                                                                                  |                                                                                    |                                                                                    |                                                                                    |                                                                                    |                                                                                    |                                                                                    |                                                                                    |                                                                                    |                                                                                    |                                                                                    |                                                                                    |                                                                                    |                                                                                    |                                                                                    | X                                                                                  |                                                                                    |                                                                                    |                                                                                    |                                                                                    |                                                                                    |                                                                                    |                                                                                    |                                                                                    |                                                                                    |                                                                                    |                                                                                    |                                                                                    |                                                                                    |
| Nederländerna                                                                      | 7                                                                                  |                                                                                    |                                                                                    | X                                                                                  | X                                                                                  | X                                                                                  | X                                                                                  | X                                                                                  |                                                                                    | X                                                                                  | X                                                                                  |                                                                                    |                                                                                    |                                                                                    |                                                                                    |                                                                                    |                                                                                    |                                                                                    |                                                                                    |                                                                                    |                                                                                    |                                                                                    |                                                                                    |                                                                                    |                                                                                    |                                                                                    |                                                                                    |                                                                                    |                                                                                    |
| Nigeria                                                                            | 7                                                                                  |                                                                                    |                                                                                    |                                                                                    |                                                                                    |                                                                                    |                                                                                    |                                                                                    |                                                                                    |                                                                                    |                                                                                    |                                                                                    |                                                                                    |                                                                                    | X                                                                                  |                                                                                    |                                                                                    | X                                                                                  |                                                                                    | X                                                                                  |                                                                                    | X                                                                                  | X                                                                                  |                                                                                    | X                                                                                  |                                                                                    | X                                                                                  |                                                                                    |                                                                                    |
| Nordkorea                                                                          | 1                                                                                  |                                                                                    |                                                                                    |                                                                                    |                                                                                    |                                                                                    |                                                                                    |                                                                                    |                                                                                    |                                                                                    |                                                                                    |                                                                                    |                                                                                    |                                                                                    |                                                                                    |                                                                                    | X                                                                                  |                                                                                    |                                                                                    |                                                                                    |                                                                                    |                                                                                    |                                                                                    |                                                                                    |                                                                                    |                                                                                    |                                                                                    |                                                                                    |                                                                                    |
| Norge                                                                              | 5                                                                                  |                                                                                    |                                                                                    |                                                                                    | X                                                                                  | X                                                                                  |                                                                                    |                                                                                    | X                                                                                  |                                                                                    | X                                                                                  |                                                                                    |                                                                                    |                                                                                    |                                                                                    |                                                                                    |                                                                                    |                                                                                    | X                                                                                  |                                                                                    |                                                                                    |                                                                                    |                                                                                    |                                                                                    |                                                                                    |                                                                                    |                                                                                    |                                                                                    |                                                                                    |
| Nya Zeeland                                                                        | 4                                                                                  |                                                                                    |                                                                                    |                                                                                    |                                                                                    |                                                                                    |                                                                                    |                                                                                    |                                                                                    |                                                                                    |                                                                                    |                                                                                    |                                                                                    |                                                                                    |                                                                                    |                                                                                    |                                                                                    |                                                                                    |                                                                                    |                                                                                    |                                                                                    |                                                                                    |                                                                                    |                                                                                    | X                                                                                  | X                                                                                  |                                                                                    | X                                                                                  | Q                                                                                  |
| Paraguay                                                                           | 3                                                                                  |                                                                                    |                                                                                    |                                                                                    |                                                                                    |                                                                                    |                                                                                    |                                                                                    |                                                                                    |                                                                                    |                                                                                    |                                                                                    |                                                                                    |                                                                                    |                                                                                    |                                                                                    |                                                                                    |                                                                                    |                                                                                    |                                                                                    | X                                                                                  |                                                                                    |                                                                                    | X                                                                                  |                                                                                    |                                                                                    |                                                                                    |                                                                                    | Q                                                                                  |
| Peru                                                                               | 2                                                                                  |                                                                                    |                                                                                    |                                                                                    |                                                                                    |                                                                                    |                                                                                    |                                                                                    | X                                                                                  |                                                                                    |                                                                                    |                                                                                    | X                                                                                  |                                                                                    |                                                                                    |                                                                                    |                                                                                    |                                                                                    |                                                                                    |                                                                                    |                                                                                    |                                                                                    |                                                                                    |                                                                                    |                                                                                    |                                                                                    |                                                                                    |                                                                                    |                                                                                    |
| Polen                                                                              | 7                                                                                  |                                                                                    |                                                                                    |                                                                                    |                                                                                    |                                                                                    | X                                                                                  |                                                                                    | X                                                                                  |                                                                                    | X                                                                                  |                                                                                    | X                                                                                  |                                                                                    |                                                                                    | X                                                                                  | X                                                                                  |                                                                                    |                                                                                    |                                                                                    | X                                                                                  |                                                                                    |                                                                                    |                                                                                    |                                                                                    |                                                                                    |                                                                                    |                                                                                    |                                                                                    |
| Portugal                                                                           | 4                                                                                  |                                                                                    |                                                                                    |                                                                                    |                                                                                    |                                                                                    |                                                                                    | X                                                                                  |                                                                                    |                                                                                    |                                                                                    |                                                                                    |                                                                                    |                                                                                    |                                                                                    |                                                                                    |                                                                                    |                                                                                    |                                                                                    |                                                                                    |                                                                                    | X                                                                                  |                                                                                    | X                                                                                  |                                                                                    |                                                                                    | X                                                                                  |                                                                                    |                                                                                    |
| Qatar                                                                              | 2                                                                                  |                                                                                    |                                                                                    |                                                                                    |                                                                                    |                                                                                    |                                                                                    |                                                                                    |                                                                                    |                                                                                    |                                                                                    |                                                                                    |                                                                                    |                                                                                    |                                                                                    |                                                                                    |                                                                                    |                                                                                    | X                                                                                  |                                                                                    | X                                                                                  |                                                                                    |                                                                                    |                                                                                    |                                                                                    |                                                                                    |                                                                                    |                                                                                    |                                                                                    |
| Rumänien                                                                           | 3                                                                                  |                                                                                    |                                                                                    |                                                                                    |                                                                                    |                                                                                    |                                                                                    |                                                                                    |                                                                                    |                                                                                    | X                                                                                  |                                                                                    |                                                                                    | X                                                                                  |                                                                                    |                                                                                    |                                                                                    |                                                                                    |                                                                                    |                                                                                    |                                                                                    |                                                                                    |                                                                                    |                                                                                    |                                                                                    |                                                                                    |                                                                                    | X                                                                                  |                                                                                    |
| Ryssland                                                                           | 1                                                                                  |                                                                                    |                                                                                    |                                                                                    | X                                                                                  |                                                                                    |                                                                                    |                                                                                    |                                                                                    |                                                                                    |                                                                                    |                                                                                    |                                                                                    |                                                                                    |                                                                                    |                                                                                    |                                                                                    |                                                                                    |                                                                                    |                                                                                    |                                                                                    |                                                                                    |                                                                                    |                                                                                    |                                                                                    |                                                                                    |                                                                                    |                                                                                    |                                                                                    |
| Saudiarabien                                                                       | 4                                                                                  |                                                                                    |                                                                                    |                                                                                    |                                                                                    |                                                                                    |                                                                                    |                                                                                    |                                                                                    |                                                                                    |                                                                                    |                                                                                    |                                                                                    |                                                                                    |                                                                                    |                                                                                    |                                                                                    |                                                                                    | X                                                                                  |                                                                                    |                                                                                    | X                                                                                  | X                                                                                  |                                                                                    |                                                                                    |                                                                                    |                                                                                    | X                                                                                  |                                                                                    |
| Schweiz                                                                            | 2                                                                                  |                                                                                    |                                                                                    |                                                                                    |                                                                                    |                                                                                    | X                                                                                  |                                                                                    |                                                                                    |                                                                                    |                                                                                    |                                                                                    |                                                                                    |                                                                                    |                                                                                    |                                                                                    |                                                                                    |                                                                                    |                                                                                    |                                                                                    |                                                                                    |                                                                                    |                                                                                    |                                                                                    |                                                                                    | X                                                                                  |                                                                                    |                                                                                    |                                                                                    |
| Senegal                                                                            | 1                                                                                  |                                                                                    |                                                                                    |                                                                                    |                                                                                    |                                                                                    |                                                                                    |                                                                                    |                                                                                    |                                                                                    |                                                                                    |                                                                                    |                                                                                    |                                                                                    |                                                                                    |                                                                                    |                                                                                    |                                                                                    |                                                                                    |                                                                                    |                                                                                    |                                                                                    |                                                                                    |                                                                                    |                                                                                    | X                                                                                  |                                                                                    |                                                                                    |                                                                                    |
| Serbien                                                                            | 1                                                                                  |                                                                                    |                                                                                    |                                                                                    |                                                                                    |                                                                                    |                                                                                    |                                                                                    |                                                                                    |                                                                                    |                                                                                    |                                                                                    |                                                                                    |                                                                                    |                                                                                    |                                                                                    |                                                                                    |                                                                                    |                                                                                    |                                                                                    |                                                                                    |                                                                                    |                                                                                    |                                                                                    | X                                                                                  |                                                                                    |                                                                                    |                                                                                    |                                                                                    |
| Slovakien                                                                          | 1                                                                                  |                                                                                    |                                                                                    |                                                                                    |                                                                                    |                                                                                    |                                                                                    |                                                                                    |                                                                                    |                                                                                    |                                                                                    |                                                                                    |                                                                                    |                                                                                    |                                                                                    |                                                                                    |                                                                                    |                                                                                    |                                                                                    |                                                                                    |                                                                                    |                                                                                    | X                                                                                  |                                                                                    |                                                                                    |                                                                                    |                                                                                    |                                                                                    |                                                                                    |
| Spanien                                                                            | 12                                                                                 |                                                                                    |                                                                                    |                                                                                    |                                                                                    | X                                                                                  | X                                                                                  | X                                                                                  |                                                                                    |                                                                                    |                                                                                    |                                                                                    |                                                                                    |                                                                                    | X                                                                                  |                                                                                    | X                                                                                  | X                                                                                  |                                                                                    |                                                                                    | X                                                                                  | X                                                                                  | X                                                                                  |                                                                                    |                                                                                    | X                                                                                  |                                                                                    | X                                                                                  | Q                                                                                  |
| Storbritannien                                                                     | 10                                                                                 | X                                                                                  |                                                                                    | X                                                                                  | X                                                                                  | X                                                                                  |                                                                                    |                                                                                    | X                                                                                  | X                                                                                  | X                                                                                  | X                                                                                  | X                                                                                  |                                                                                    |                                                                                    |                                                                                    |                                                                                    |                                                                                    |                                                                                    |                                                                                    |                                                                                    |                                                                                    |                                                                                    |                                                                                    |                                                                                    | X                                                                                  |                                                                                    |                                                                                    |                                                                                    |
| Sudan                                                                              | 1                                                                                  |                                                                                    |                                                                                    |                                                                                    |                                                                                    |                                                                                    |                                                                                    |                                                                                    |                                                                                    |                                                                                    |                                                                                    |                                                                                    |                                                                                    |                                                                                    |                                                                                    | X                                                                                  |                                                                                    |                                                                                    |                                                                                    |                                                                                    |                                                                                    |                                                                                    |                                                                                    |                                                                                    |                                                                                    |                                                                                    |                                                                                    |                                                                                    |                                                                                    |
| Sverige                                                                            | 10                                                                                 |                                                                                    |                                                                                    | X                                                                                  | X                                                                                  | X                                                                                  | X                                                                                  |                                                                                    | X                                                                                  | X                                                                                  | X                                                                                  |                                                                                    |                                                                                    |                                                                                    |                                                                                    |                                                                                    |                                                                                    |                                                                                    |                                                                                    | X                                                                                  | X                                                                                  |                                                                                    |                                                                                    |                                                                                    |                                                                                    |                                                                                    | X                                                                                  |                                                                                    |                                                                                    |
| Sydafrika                                                                          | 2                                                                                  |                                                                                    |                                                                                    |                                                                                    |                                                                                    |                                                                                    |                                                                                    |                                                                                    |                                                                                    |                                                                                    |                                                                                    |                                                                                    |                                                                                    |                                                                                    |                                                                                    |                                                                                    |                                                                                    |                                                                                    |                                                                                    |                                                                                    |                                                                                    |                                                                                    |                                                                                    |                                                                                    |                                                                                    |                                                                                    | X                                                                                  | X                                                                                  |                                                                                    |
| Sydkorea                                                                           | 11                                                                                 |                                                                                    |                                                                                    |                                                                                    |                                                                                    |                                                                                    |                                                                                    |                                                                                    |                                                                                    | X                                                                                  |                                                                                    |                                                                                    |                                                                                    | X                                                                                  |                                                                                    |                                                                                    |                                                                                    |                                                                                    |                                                                                    | X                                                                                  | X                                                                                  | X                                                                                  | X                                                                                  | X                                                                                  | X                                                                                  | X                                                                                  | X                                                                                  | X                                                                                  |                                                                                    |
| Syrien                                                                             | 1                                                                                  |                                                                                    |                                                                                    |                                                                                    |                                                                                    |                                                                                    |                                                                                    |                                                                                    |                                                                                    |                                                                                    |                                                                                    |                                                                                    |                                                                                    |                                                                                    |                                                                                    |                                                                                    |                                                                                    | X                                                                                  |                                                                                    |                                                                                    |                                                                                    |                                                                                    |                                                                                    |                                                                                    |                                                                                    |                                                                                    |                                                                                    |                                                                                    |                                                                                    |
| Thailand                                                                           | 2                                                                                  |                                                                                    |                                                                                    |                                                                                    |                                                                                    |                                                                                    |                                                                                    |                                                                                    |                                                                                    |                                                                                    |                                                                                    | X                                                                                  |                                                                                    |                                                                                    | X                                                                                  |                                                                                    |                                                                                    |                                                                                    |                                                                                    |                                                                                    |                                                                                    |                                                                                    |                                                                                    |                                                                                    |                                                                                    |                                                                                    |                                                                                    |                                                                                    |                                                                                    |
| Tjeckien                                                                           | 1                                                                                  |                                                                                    |                                                                                    |                                                                                    |                                                                                    |                                                                                    |                                                                                    |                                                                                    |                                                                                    |                                                                                    |                                                                                    |                                                                                    |                                                                                    |                                                                                    |                                                                                    |                                                                                    |                                                                                    |                                                                                    |                                                                                    |                                                                                    |                                                                                    |                                                                                    | X                                                                                  |                                                                                    |                                                                                    |                                                                                    |                                                                                    |                                                                                    |                                                                                    |
| Tunisien                                                                           | 4                                                                                  |                                                                                    |                                                                                    |                                                                                    |                                                                                    |                                                                                    |                                                                                    |                                                                                    |                                                                                    |                                                                                    |                                                                                    |                                                                                    | X                                                                                  |                                                                                    |                                                                                    |                                                                                    |                                                                                    |                                                                                    |                                                                                    | X                                                                                  |                                                                                    | X                                                                                  |                                                                                    | X                                                                                  |                                                                                    |                                                                                    |                                                                                    |                                                                                    |                                                                                    |
| Turkiet                                                                            | 5                                                                                  |                                                                                    |                                                                                    |                                                                                    |                                                                                    |                                                                                    | X                                                                                  |                                                                                    | X                                                                                  | X                                                                                  | X                                                                                  |                                                                                    | X                                                                                  |                                                                                    |                                                                                    |                                                                                    |                                                                                    |                                                                                    |                                                                                    |                                                                                    |                                                                                    |                                                                                    |                                                                                    |                                                                                    |                                                                                    |                                                                                    |                                                                                    |                                                                                    |                                                                                    |
| Tyskland                                                                           | 10                                                                                 |                                                                                    |                                                                                    |                                                                                    | X                                                                                  |                                                                                    |                                                                                    | X                                                                                  | X                                                                                  |                                                                                    | X                                                                                  | X                                                                                  |                                                                                    |                                                                                    |                                                                                    | X                                                                                  |                                                                                    |                                                                                    | X                                                                                  | X                                                                                  |                                                                                    |                                                                                    |                                                                                    |                                                                                    |                                                                                    |                                                                                    | X                                                                                  | X                                                                                  |                                                                                    |
| Ukraina                                                                            | 1                                                                                  | •                                                                                  | •                                                                                  | •                                                                                  | •                                                                                  | •                                                                                  | •                                                                                  | •                                                                                  | •                                                                                  | •                                                                                  | •                                                                                  | •                                                                                  | •                                                                                  | •                                                                                  | •                                                                                  | •                                                                                  | •                                                                                  | •                                                                                  | •                                                                                  | •                                                                                  | •                                                                                  |                                                                                    |                                                                                    |                                                                                    |                                                                                    |                                                                                    |                                                                                    |                                                                                    | Q                                                                                  |
| Ungern                                                                             | 9                                                                                  |                                                                                    |                                                                                    |                                                                                    | X                                                                                  |                                                                                    | X                                                                                  |                                                                                    | X                                                                                  |                                                                                    | X                                                                                  |                                                                                    | X                                                                                  | X                                                                                  | X                                                                                  | X                                                                                  |                                                                                    |                                                                                    |                                                                                    |                                                                                    |                                                                                    | X                                                                                  |                                                                                    |                                                                                    |                                                                                    |                                                                                    |                                                                                    |                                                                                    |                                                                                    |
| Uruguay                                                                            | 3                                                                                  |                                                                                    |                                                                                    |                                                                                    |                                                                                    |                                                                                    | X                                                                                  | X                                                                                  |                                                                                    |                                                                                    |                                                                                    |                                                                                    |                                                                                    |                                                                                    |                                                                                    |                                                                                    |                                                                                    |                                                                                    |                                                                                    |                                                                                    |                                                                                    |                                                                                    |                                                                                    |                                                                                    |                                                                                    | X                                                                                  |                                                                                    |                                                                                    |                                                                                    |
| USA                                                                                | 15                                                                                 |                                                                                    | X                                                                                  |                                                                                    |                                                                                    |                                                                                    | X                                                                                  | X                                                                                  | X                                                                                  | X                                                                                  | X                                                                                  | X                                                                                  |                                                                                    |                                                                                    |                                                                                    | X                                                                                  |                                                                                    |                                                                                    | X                                                                                  | X                                                                                  | X                                                                                  | X                                                                                  | X                                                                                  |                                                                                    | X                                                                                  |                                                                                    |                                                                                    |                                                                                    | Q                                                                                  |
| Venezuela                                                                          | 1                                                                                  |                                                                                    |                                                                                    |                                                                                    |                                                                                    |                                                                                    |                                                                                    |                                                                                    |                                                                                    |                                                                                    |                                                                                    |                                                                                    |                                                                                    |                                                                                    |                                                                                    |                                                                                    |                                                                                    | X                                                                                  |                                                                                    |                                                                                    |                                                                                    |                                                                                    |                                                                                    |                                                                                    |                                                                                    |                                                                                    |                                                                                    |                                                                                    |                                                                                    |
| Belarus                                                                            | 1                                                                                  | •                                                                                  | •                                                                                  | •                                                                                  | •                                                                                  | •                                                                                  | •                                                                                  | •                                                                                  | •                                                                                  | •                                                                                  | •                                                                                  | •                                                                                  | •                                                                                  | •                                                                                  | •                                                                                  | •                                                                                  | •                                                                                  | •                                                                                  | •                                                                                  | •                                                                                  |                                                                                    |                                                                                    |                                                                                    |                                                                                    |                                                                                    | X                                                                                  |                                                                                    |                                                                                    |                                                                                    |
| Zambia                                                                             | 2                                                                                  |                                                                                    |                                                                                    |                                                                                    |                                                                                    |                                                                                    |                                                                                    |                                                                                    |                                                                                    |                                                                                    |                                                                                    |                                                                                    |                                                                                    |                                                                                    |                                                                                    |                                                                                    |                                                                                    | X                                                                                  |                                                                                    | X                                                                                  |                                                                                    |                                                                                    |                                                                                    |                                                                                    |                                                                                    |                                                                                    |                                                                                    |                                                                                    |                                                                                    |
| Österrike                                                                          | 4                                                                                  |                                                                                    |                                                                                    |                                                                                    | X                                                                                  |                                                                                    |                                                                                    |                                                                                    | X                                                                                  | X                                                                                  | X                                                                                  |                                                                                    |                                                                                    |                                                                                    |                                                                                    |                                                                                    |                                                                                    |                                                                                    |                                                                                    |                                                                                    |                                                                                    |                                                                                    |                                                                                    |                                                                                    |                                                                                    |                                                                                    |                                                                                    |                                                                                    |                                                                                    |
| Ej längre existerande nationer / Spel                                              | Nr.                                                                                | 00                                                                                 | 04                                                                                 | 08                                                                                 | 12                                                                                 | 20                                                                                 | 24                                                                                 | 28                                                                                 | 36                                                                                 | 48                                                                                 | 52                                                                                 | 56                                                                                 | 60                                                                                 | 64                                                                                 | 68                                                                                 | 72                                                                                 | 76                                                                                 | 80                                                                                 | 84                                                                                 | 88                                                                                 | 92                                                                                 | 96                                                                                 | 00                                                                                 | 04                                                                                 | 08                                                                                 | 12                                                                                 | 16                                                                                 | 20                                                                                 | 24                                                                                 |
| Jugoslavien                                                                        | 10                                                                                 | •                                                                                  | •                                                                                  | •                                                                                  | •                                                                                  | X                                                                                  | X                                                                                  |                                                                                    |                                                                                    | X                                                                                  | X                                                                                  | X                                                                                  | X                                                                                  | X                                                                                  |                                                                                    |                                                                                    |                                                                                    | X                                                                                  | X                                                                                  | X                                                                                  | •                                                                                  | •                                                                                  | •                                                                                  | •                                                                                  | •                                                                                  | •                                                                                  | •                                                                                  | •                                                                                  | •                                                                                  |
| Nederländska Antillerna                                                            | 1                                                                                  | •                                                                                  | •                                                                                  | •                                                                                  | •                                                                                  | •                                                                                  | •                                                                                  | •                                                                                  | •                                                                                  | •                                                                                  | X                                                                                  |                                                                                    |                                                                                    |                                                                                    |                                                                                    |                                                                                    |                                                                                    |                                                                                    |                                                                                    |                                                                                    |                                                                                    |                                                                                    |                                                                                    |                                                                                    |                                                                                    | •                                                                                  | •                                                                                  | •                                                                                  | •                                                                                  |
| Serbien och Montenegro                                                             | 1                                                                                  | •                                                                                  | •                                                                                  | •                                                                                  | •                                                                                  | •                                                                                  | •                                                                                  | •                                                                                  | •                                                                                  | •                                                                                  | •                                                                                  | •                                                                                  | •                                                                                  | •                                                                                  | •                                                                                  | •                                                                                  | •                                                                                  | •                                                                                  | •                                                                                  | •                                                                                  | •                                                                                  | •                                                                                  | •                                                                                  | X                                                                                  | •                                                                                  | •                                                                                  | •                                                                                  | •                                                                                  | •                                                                                  |
| Sovjetunionen                                                                      | 6                                                                                  | •                                                                                  | •                                                                                  | •                                                                                  | •                                                                                  | •                                                                                  |                                                                                    |                                                                                    |                                                                                    |                                                                                    | X                                                                                  | X                                                                                  |                                                                                    |                                                                                    |                                                                                    | X                                                                                  | X                                                                                  | X                                                                                  |                                                                                    | X                                                                                  |                                                                                    | •                                                                                  | •                                                                                  | •                                                                                  | •                                                                                  | •                                                                                  | •                                                                                  | •                                                                                  | •                                                                                  |
| Tjeckoslovakien                                                                    | 5                                                                                  | •                                                                                  | •                                                                                  | •                                                                                  | •                                                                                  | X                                                                                  | X                                                                                  |                                                                                    |                                                                                    | •                                                                                  |                                                                                    |                                                                                    |                                                                                    | X                                                                                  | X                                                                                  |                                                                                    |                                                                                    | X                                                                                  |                                                                                    |                                                                                    |                                                                                    | •                                                                                  | •                                                                                  | •                                                                                  | •                                                                                  | •                                                                                  | •                                                                                  | •                                                                                  | •                                                                                  |
| Östtyskland                                                                        | 3                                                                                  | •                                                                                  | •                                                                                  | •                                                                                  | •                                                                                  | •                                                                                  | •                                                                                  | •                                                                                  | •                                                                                  | •                                                                                  |                                                                                    |                                                                                    |                                                                                    | X                                                                                  |                                                                                    | X                                                                                  | X                                                                                  | X                                                                                  |                                                                                    |                                                                                    | •                                                                                  | •                                                                                  | •                                                                                  | •                                                                                  | •                                                                                  | •                                                                                  | •                                                                                  | •                                                                                  | •                                                                                  |
| Totalt antal deltagande lag                                                        | 0                                                                                  | 3                                                                                  | 2                                                                                  | 5                                                                                  | 11                                                                                 | 14                                                                                 | 22                                                                                 | 17                                                                                 | 16                                                                                 | 18                                                                                 | 25                                                                                 | 11                                                                                 | 16                                                                                 | 14                                                                                 | 16                                                                                 | 16                                                                                 | 13                                                                                 | 16                                                                                 | 16                                                                                 | 16                                                                                 | 16                                                                                 | 16                                                                                 | 16                                                                                 | 16                                                                                 | 16                                                                                 | 16                                                                                 | 16                                                                                 | 16                                                                                 | 16                                                                                 |

### Damer
Siffrorna refererar till den placering laget fick i de olika spelen.
| Lista över deltagande nationer i fotboll för damlandslag ( ) | Lista över deltagande nationer i fotboll för damlandslag ( ) | Lista över deltagande nationer i fotboll för damlandslag ( ) | Lista över deltagande nationer i fotboll för damlandslag ( ) | Lista över deltagande nationer i fotboll för damlandslag ( ) | Lista över deltagande nationer i fotboll för damlandslag ( ) | Lista över deltagande nationer i fotboll för damlandslag ( ) | Lista över deltagande nationer i fotboll för damlandslag ( ) | Lista över deltagande nationer i fotboll för damlandslag ( ) | Lista över deltagande nationer i fotboll för damlandslag ( ) |
| Deltagande lag / Spel                                        | Nr.                                                          | 96                                                           | 00                                                           | 04                                                           | 08                                                           | 12                                                           | 16                                                           | 20                                                           | 24                                                           |
| ------------------------------------------------------------ | ------------------------------------------------------------ | ------------------------------------------------------------ | ------------------------------------------------------------ | ------------------------------------------------------------ | ------------------------------------------------------------ | ------------------------------------------------------------ | ------------------------------------------------------------ | ------------------------------------------------------------ | ------------------------------------------------------------ |
| Argentina                                                    | 1                                                            |                                                              |                                                              |                                                              | 11                                                           |                                                              |                                                              |                                                              |                                                              |
| Australien                                                   | 5                                                            |                                                              | 7                                                            | 5                                                            |                                                              |                                                              | 8                                                            | 4                                                            | q                                                            |
| Brasilien                                                    | 8                                                            | 4                                                            | 4                                                            | 2                                                            | 2                                                            | 7                                                            | 4                                                            | 6                                                            | q                                                            |
| Chile                                                        | 1                                                            |                                                              |                                                              |                                                              |                                                              |                                                              |                                                              | 11                                                           |                                                              |
| Colombia                                                     | 3                                                            |                                                              |                                                              |                                                              |                                                              | 11                                                           | 11                                                           |                                                              | q                                                            |
| Danmark                                                      | 1                                                            | 8                                                            |                                                              |                                                              |                                                              |                                                              |                                                              |                                                              |                                                              |
| Frankrike                                                    | 3                                                            |                                                              |                                                              |                                                              |                                                              | 4                                                            | 6                                                            |                                                              | Q                                                            |
| Grekland                                                     | 1                                                            |                                                              |                                                              | 10                                                           |                                                              |                                                              |                                                              |                                                              |                                                              |
| Japan                                                        | 6                                                            | 7                                                            |                                                              | 7                                                            | 4                                                            | 2                                                            |                                                              | 8                                                            | q                                                            |
| Kamerun                                                      | 1                                                            |                                                              |                                                              |                                                              |                                                              | 12                                                           |                                                              |                                                              |                                                              |
| Kanada                                                       | 5                                                            |                                                              |                                                              |                                                              | 8                                                            | 3                                                            | 3                                                            | 1                                                            | q                                                            |
| Kina                                                         | 6                                                            | 2                                                            | 5                                                            | 9                                                            | 5                                                            |                                                              | 7                                                            | 10                                                           |                                                              |
| Mexiko                                                       | 1                                                            |                                                              |                                                              | 8                                                            |                                                              |                                                              |                                                              |                                                              |                                                              |
| Nederländerna                                                | 1                                                            |                                                              |                                                              |                                                              |                                                              |                                                              |                                                              | 5                                                            |                                                              |
| Nigeria                                                      | 3                                                            |                                                              | 8                                                            | 6                                                            | 11                                                           |                                                              |                                                              |                                                              |                                                              |
| Nordkorea                                                    | 2                                                            |                                                              |                                                              |                                                              | 9                                                            | 9                                                            |                                                              |                                                              |                                                              |
| Norge                                                        | 3                                                            | 3                                                            | 1                                                            |                                                              | 7                                                            |                                                              |                                                              |                                                              |                                                              |
| Nya Zeeland                                                  | 5                                                            |                                                              |                                                              |                                                              | 10                                                           | 8                                                            | 9                                                            | 12                                                           | q                                                            |
| Spanien                                                      | 1                                                            |                                                              |                                                              |                                                              |                                                              |                                                              |                                                              |                                                              | q                                                            |
| Storbritannien                                               | 2                                                            |                                                              |                                                              |                                                              |                                                              | 5                                                            |                                                              | 7                                                            |                                                              |
| Sverige                                                      | 7                                                            | 6                                                            | 6                                                            | 4                                                            | 6                                                            | 6                                                            | 2                                                            | 2                                                            |                                                              |
| Sydafrika                                                    | 2                                                            |                                                              |                                                              |                                                              |                                                              | 10                                                           | 10                                                           |                                                              |                                                              |
| Tyskland                                                     | 6                                                            | 5                                                            | 3                                                            | 3                                                            | 3                                                            |                                                              | 1                                                            |                                                              | q                                                            |
| USA                                                          | 8                                                            | 1                                                            | 2                                                            | 1                                                            | 1                                                            | 1                                                            | 5                                                            | 3                                                            | q                                                            |
| Zambia                                                       | 1                                                            |                                                              |                                                              |                                                              |                                                              |                                                              |                                                              | 9                                                            |                                                              |
| Zimbabwe                                                     | 1                                                            |                                                              |                                                              |                                                              |                                                              |                                                              | 12                                                           |                                                              |                                                              |
| Totalt antal deltagande lag                                  | 0                                                            | 8                                                            | 8                                                            | 10                                                           | 12                                                           | 12                                                           | 12                                                           | 12                                                           | 12                                                           |

- Q = Kvalificerad som värdnation
- q = Kvalificerad via respektive konfederations uttagningsturnering

## Herrarnas tävling
Kvalifikationen sker i de olika världsdelarna. De flesta kontinentala föreningarna har en speciell cup i "Under-23-fotboll", men Europa använder medaljörerna från Uefas U21-mästerskap. Inför OS 2024, var det fördelade antalet platser:
- Europa - 4 (inklusive Frankrike som värdnation)
- Asien - 3,5*
- Afrika - 3,5*
- Sydamerika - 2
- Nordamerika - 2
- Oceanien - 1

* Asien och Afrika spelar ett interkontinentalt playoff-kval om den sista OS-platsen

## Damernas tävling
Till skillnad från herrturneringen är damernas turnering en seniortävling som är jämförbar med VM i termer av konkurrens och prestige. Den första olympiska fotbollsturneringen för damer hölls 1996 i Atlanta. USA har dominerat turneringen med fyra guld 1996, 2004, 2008 och 2012 samt ett silver 2000 då de besegrades av Norge i finalen.
IOK tilldelar varje kontinent ett antal platser i turneringen. Vilka länder som kvalificerar sig bestäms av respektive kontinents fotbollsförbund, oftast genom kvalspel. UEFA tar istället ut de länder som placerar sig bäst i VM året innan.
2004 bestod turneringen av tio lag. Inför OS 2008 utökas turneringen till tolv lag.
Fördelningen av kvalplatser för 2004 års olympiska spel såg ut på följande sätt:
- Asien - 2 platser (Japan, Kina)
- Afrika - 1 eller 2 platser (Nigeria)
- Nordamerika - 2 platser (Mexiko, USA)
- Sydamerika - 1 plats (Brasilien)
- Oceanien - 0 eller 1 plats (Australien)
- Europa - 2 platser (Tyskland, Sverige)
- Värdnation - 1 plats (Grekland)

Vid OS i Beijing 2008 gällde följande fördelning:
- Asien - 2 platser (Nordkorea, Japan)
- Afrika - 1 eller 2 platser (Nigeria)
- Nordamerika - 2 platser (Kanada, USA)
- Sydamerika - 1 eller 2 platser (Argentina, Brasilien)
- Oceanien - 1 plats (Nya Zeeland)
- Europa - 3 platser (Norge, Sverige, Tyskland)
- Värdnation - 1 plats (Kina)

## Medaljtabeller

### Herrar
| Nation                 | Guld                 | Silver               | Brons                | Totalt |
| ---------------------- | -------------------- | -------------------- | -------------------- | ------ |
| Ungern                 | 3 (1952, 1964, 1968) | 1 (1972)             | 1 (1960)             | 5      |
| Storbritannien         | 3 (1900, 1908, 1912) |                      |                      | 3      |
| Brasilien              | 2 (2016, 2020)       | 3 (1984, 1988, 2012) | 2 (1996, 2008)       | 7      |
| Spanien                | 2 (1992, 2024)       | 3 (1920, 2000, 2020) |                      | 5      |
| Argentina              | 2 (2004, 2008)       | 2 (1928, 1996)       |                      | 4      |
| Sovjetunionen          | 2 (1956, 1988)       |                      | 3 (1972, 1976, 1980) | 5      |
| Uruguay                | 2 (1924, 1928)       |                      |                      | 2      |
| Jugoslavien            | 1 (1960)             | 3 (1948, 1952, 1956) | 1 (1984)             | 5      |
| Polen                  | 1 (1972)             | 2 (1976, 1992)       |                      | 3      |
| Frankrike              | 1 (1984)             | 2 (1900, 2024)       |                      | 3      |
| Östtyskland            | 1 (1976)             | 1 (1980)             | 1 (1972)             | 3      |
| Nigeria                | 1 (1996)             | 1 (2008)             | 1 (2016)             | 3      |
| Tjeckoslovakien        | 1 (1980)             | 1 (1964)             |                      | 2      |
| Italien                | 1 (1936)             |                      | 2 (1928, 2004)       | 3      |
| Sverige                | 1 (1948)             |                      | 2 (1924, 1952)       | 3      |
| Mexiko                 | 1 (2012)             |                      | 1 (2020)             | 2      |
| Belgien                | 1 (1920)             |                      | 1 (1900)             | 2      |
| Kanada                 | 1 (1904)             |                      |                      | 1      |
| Kamerun                | 1 (2000)             |                      |                      | 1      |
| Danmark                |                      | 3 (1908, 1912, 1960) | 1 (1948)             | 4      |
| USA                    |                      | 1 (1904)             | 1 (1904)             | 2      |
| Bulgarien              |                      | 1 (1968)             | 1 (1956)             | 2      |
| Tyskland               |                      | 1 (2016)             |                      | 1      |
| Schweiz                |                      | 1 (1924)             |                      | 1      |
| Österrike              |                      | 1 (1936)             |                      | 1      |
| Paraguay               |                      | 1 (2004)             |                      | 1      |
| Nederländerna          |                      |                      | 3 (1908, 1912, 1920) | 3      |
| Japan                  |                      |                      | 1 (1968)             | 1      |
| Norge                  |                      |                      | 1 (1936)             | 1      |
| Tysklands förenade lag |                      |                      | 1 (1964)             | 1      |
| Västtyskland           |                      |                      | 1 (1988)             | 1      |
| Ghana                  |                      |                      | 1 (1992)             | 1      |
| Chile                  |                      |                      | 1 (2000)             | 1      |
| Sydkorea               |                      |                      | 1 (2012)             | 1      |
| Marocko                |                      |                      | 1 (2024)             | 1      |

### Damer
| Nation    | Guld                             | Silver               | Brons                      | Totalt |
| --------- | -------------------------------- | -------------------- | -------------------------- | ------ |
| USA       | 5 (1996, 2004, 2008, 2012, 2024) | 1 (2000)             | 1 (2020)                   | 7      |
| Tyskland  | 1 (2016)                         |                      | 4 (2000, 2004, 2008, 2024) | 5      |
| Kanada    | 1 (2020)                         |                      | 2 (2012, 2016)             | 3      |
| Norge     | 1 (2000)                         |                      | 1 (1996)                   | 2      |
| Brasilien |                                  | 3 (2004, 2008, 2024) |                            | 3      |
| Sverige   |                                  | 2 (2016, 2020)       |                            | 2      |
| Japan     |                                  | 1 (2012)             |                            | 1      |
| Kina      |                                  | 1 (1996)             |                            | 1      |

### Totalt
| Pl.    | Nation                 | Guld | Silver | Brons | Totalt |
| ------ | ---------------------- | ---- | ------ | ----- | ------ |
| 1      | USA                    | 4    | 2      | 1     | 7      |
| 2      | Ungern                 | 3    | 1      | 1     | 5      |
| 3      | Storbritannien         | 3    | 0      | 0     | 3      |
| 4      | Argentina              | 2    | 2      | 0     | 4      |
| 5      | Sovjetunionen          | 2    | 0      | 3     | 5      |
| 6      | Uruguay                | 2    | 0      | 0     | 2      |
| 7      | Jugoslavien            | 1    | 3      | 1     | 5      |
| 8      | Sverige                | 1    | 2      | 2     | 5      |
| 9      | Polen                  | 1    | 2      | 0     | 3      |
| 9      | Spanien                | 1    | 2      | 0     | 3      |
| 11     | Östtyskland            | 1    | 1      | 1     | 3      |
| 12     | Tjeckoslovakien        | 1    | 1      | 0     | 2      |
| 12     | Frankrike              | 1    | 1      | 0     | 2      |
| 12     | Nigeria                | 1    | 1      | 0     | 2      |
| 15     | Italien                | 1    | 0      | 2     | 3      |
| 15     | Norge                  | 1    | 0      | 2     | 3      |
| 17     | Belgien                | 1    | 0      | 1     | 2      |
| 17     | Kanada                 | 1    | 0      | 1     | 2      |
| 19     | Kamerun                | 1    | 0      | 0     | 1      |
| 19     | Mexiko                 | 1    | 0      | 0     | 1      |
| 21     | Brasilien              | 0    | 5      | 2     | 7      |
| 22     | Danmark                | 0    | 3      | 1     | 4      |
| 23     | Bulgarien              | 0    | 1      | 1     | 2      |
| 23     | Japan                  | 0    | 1      | 1     | 2      |
| 25     | Österrike              | 0    | 1      | 0     | 1      |
| 25     | Kina                   | 0    | 1      | 0     | 1      |
| 25     | Paraguay               | 0    | 1      | 0     | 1      |
| 25     | Schweiz                | 0    | 1      | 0     | 1      |
| 29     | Nederländerna          | 0    | 0      | 3     | 3      |
| 29     | Tyskland               | 0    | 0      | 3     | 3      |
| 31     | Chile                  | 0    | 0      | 1     | 1      |
| 31     | Tysklands förenade lag | 0    | 0      | 1     | 1      |
| 31     | Ghana                  | 0    | 0      | 1     | 1      |
| 31     | Sydkorea               | 0    | 0      | 1     | 1      |
| 31     | Västtyskland           | 0    | 0      | 1     | 1      |
| Totalt | Totalt                 | 30   | 32     | 31    | 93     |

## Finaler

### Finaler, herrar
| År   | Värdnation                 | Final                   | Final                       | Final                   | Match om tredjepris         | Match om tredjepris         | Match om tredjepris     |
| År   | Värdnation                 | Vinnare                 | Resultat                    | Tvåa                    | Trea                        | Resultat                    | Fyra                    |
| ---- | -------------------------- | ----------------------- | --------------------------- | ----------------------- | --------------------------- | --------------------------- | ----------------------- |
| 1896 | Aten, Grekland             | Ingen fotbollsturnering | Ingen fotbollsturnering     | Ingen fotbollsturnering | Ingen fotbollsturnering     | Ingen fotbollsturnering     | Ingen fotbollsturnering |
| 1900 | Paris, Frankrike           | Storbritannien          | [ 2 ]                       | Frankrike               | Belgien                     | [ 2 ]                       |                         |
| 1904 | Saint Louis, USA           | Kanada                  | [ 2 ]                       | USA                     | USA                         | [ 2 ]                       |                         |
| 1908 | London, Storbritannien     | Storbritannien          | 2–0                         | Danmark                 | Nederländerna               | 2–0                         | Sverige                 |
| 1912 | Stockholm, Sverige         | Storbritannien          | 4–2                         | Danmark                 | Nederländerna               | 9–0                         | Finland                 |
| 1920 | Belgien Antwerpen, Belgien | Belgien                 | [ 3 ]                       | Spanien                 | Nederländerna               | [ 3 ]                       | Italien                 |
| 1924 | Paris, Frankrike           | Uruguay                 | 3–0                         | Schweiz                 | Sverige                     | 00001–1 (e.f.) 00003–1 (om) | Nederländerna           |
| 1928 | Amsterdam, Nederländerna   | Uruguay                 | 00001–1 (e.f.) 00002–1 (om) | Argentina               | Italien                     | 11–30                       | Egypten                 |
| 1932 | Los Angeles, USA           | Ingen fotbollsturnering | Ingen fotbollsturnering     | Ingen fotbollsturnering | Ingen fotbollsturnering     | Ingen fotbollsturnering     | Ingen fotbollsturnering |
| 1936 | Berlin, Tyskland           | Italien                 | 00002–1 (e.f.)              | Österrike               | Norge                       | 3–2                         | Polen                   |
| 1948 | London, Storbritannien     | Sverige                 | 3–1                         | Jugoslavien             | Danmark                     | 5–3                         | Storbritannien          |
| 1952 | Helsingfors, Finland       | Ungern                  | 2–0                         | Jugoslavien             | Sverige                     | 2–0                         | Västtyskland            |
| 1956 | Melbourne, Australien      | Sovjetunionen           | 1–0                         | Jugoslavien             | Bulgarien                   | 3–0                         | Indien                  |
| 1960 | Rom, Italien               | Jugoslavien             | 3–1                         | Danmark                 | Ungern                      | 2–1                         | Italien                 |
| 1964 | Tokyo, Japan               | Ungern                  | 2–1                         | Tjeckoslovakien         | Tyskland                    | 3–1                         | Förenade arabrepubliken |
| 1968 | Mexico City, Mexiko        | Ungern                  | 4–1                         | Bulgarien               | Japan                       | 2–0                         | Mexiko                  |
| 1972 | München, Västtyskland      | Polen                   | 2–1                         | Ungern                  | Sovjetunionen · Östtyskland | 00002–2 (e.f.)              |                         |
| 1976 | Montreal, Kanada           | Östtyskland             | 3–1                         | Polen                   | Sovjetunionen               | 2–0                         | Brasilien               |
| 1980 | Moskva, Sovjetunionen      | Tjeckoslovakien         | 1–0                         | Östtyskland             | Sovjetunionen               | 2–0                         | Jugoslavien             |
| 1984 | Los Angeles, USA           | Frankrike               | 2–0                         | Brasilien               | Jugoslavien                 | 2–1                         | Italien                 |
| 1988 | Seoul, Sydkorea            | Sovjetunionen           | 00002–1 (e.f.)              | Brasilien               | Västtyskland                | 3–0                         | Italien                 |
| 1992 | Barcelona, Spanien         | Spanien                 | 3–2                         | Polen                   | Ghana                       | 1–0                         | Australien              |
| 1996 | Atlanta, USA               | Nigeria                 | 3–2                         | Argentina               | Brasilien                   | 5–0                         | Portugal                |
| 2000 | Sydney, Australien         | Kamerun                 | 2–2 (e.f.) (5–3 str.)       | Spanien                 | Chile                       | 2–0                         | USA                     |
| 2004 | Aten, Grekland             | Argentina               | 1–0                         | Paraguay                | Italien                     | 1–0                         | Irak                    |
| 2008 | Peking, Kina               | Argentina               | 1–0                         | Nigeria                 | Brasilien                   | 3–0                         | Belgien                 |
| 2012 | London, Storbritannien     | Mexiko                  | 2–0                         | Brasilien               | Sydkorea                    | 2–0                         | Japan                   |
| 2016 | Rio de Janeiro, Brasilien  | Brasilien               | 1–1 (e.f.) (5–4 str.)       | Tyskland                | Nigeria                     | 3–2                         | Honduras                |
| 2020 | Tokyo, Japan               | Brasilien               | 2–1 (e.f.)                  | Spanien                 | Mexiko                      | 3–1                         | Japan                   |

### Finaler, damer
| År   | Värdnation                | Final    | Final                 | Final     | Match om tredjepris | Match om tredjepris | Match om tredjepris |
| År   | Värdnation                | Vinnare  | Resultat              | Tvåa      | Trea                | Resultat            | Fyra                |
| ---- | ------------------------- | -------- | --------------------- | --------- | ------------------- | ------------------- | ------------------- |
| 1996 | Atlanta, USA              | USA      | 2–1                   | Kina      | Norge               | 2–0                 | Brasilien           |
| 2000 | Sydney, Australien        | Norge    | 3–2 (GG)              | USA       | Tyskland            | 2–0                 | Brasilien           |
| 2004 | Aten, Grekland            | USA      | 2–1 e.fl              | Brasilien | Tyskland            | 1–0                 | Sverige             |
| 2008 | Peking, Kina              | USA      | 1–0 e.fl              | Brasilien | Tyskland            | 2–0                 | Japan               |
| 2012 | London, Storbritannien    | USA      | 2–1                   | Japan     | Kanada              | 1–0                 | Frankrike           |
| 2016 | Rio de Janeiro, Brasilien | Tyskland | 2–1                   | Sverige   | Kanada              | 2–1                 | Brasilien           |
| 2020 | Tokyo, Japan              | Kanada   | 1–1 (e.f.) (4–3 str.) | Sverige   | USA                 | 4–1                 | Australien          |